# Разорение Дениса Громова
Разорение Дениса Громова — ставшее известным получение трейдером Денисом Громовым за два часа суммарного убытка свыше 9 млн рублей. Имея на инвестиционном счету 5,5 млн рублей, Денис Громов провёл на ММВБ маржинальных сделок с валютой на 42 млрд руб. и в результате полностью разорился за два часа. Этот случай был назван экспертами беспрецедентным для российской биржевой торговли.

## Персона
Денис Юрьевич Громов, 1977 года рождения, выпускник факультета вычислительной математики и кибернетики Казанского университета, предприниматель, начинающий частный трейдер из Татарстана. На время событий (2015—2017 год) был женат, имел троих детей. После потери денег работал менеджером в копировальном центре и таксистом, возвращаться к трейдерству не планировал.

## Событие
В 2015 году руководителю центра оперативной полиграфии в Казани Денису Громову было 38 лет, все деньги, доставшиеся по наследству его жене (около 6 млн руб.), он держал в Татфондбанке. С сентября по декабрь он торговал через брокера «Альфа-банк» на валютном рынке Московской биржи инструментом USDRUB_TOM, считающимся основным биржевым инструментом для торговли парой рубль/доллар. 30 декабря, в последний торговый день 2015 года, Громов решил, что сможет совмещать работу в двух несвязанных биржевых инструментах, покупая доллары с расчётами «сегодня» (USDRUB_TOD) и одновременно продавать с расчётом «завтра» (USDRUB_TOM). Менее чем за час он, следуя своей стратегии, провёл около 2650 сделок, покупая и продавая доллары. В результате невнимательности брокера и сомнительного управления рисками, как трейдером, так и банком, Громов купил долларов по инструменту USDRUB_TOD на 11,8 млрд руб. и на столько же продал по USDRUB_TOM. Когда менеджер Альфа-банка заметил колоссальную сумму автоматической выдачи кредита, он позвонил Громову с требованием сократить количество заёмных средств и «продавать в обратку», то есть убедил трейдера покупать валюту с расчётами «завтра» и продавать — с расчётами «сегодня». Кроме того, из-за большого для маржинального займа срока (кредит попал на новогодние праздники), на счёте у Громова оказался убыток в 9,5 млн руб., в результате эта «неудача года на российской бирже» отняла у трейдера всё наследство жены и втянула в длительную судебную тяжбу с банком.

— Что бы посоветовали другим новичкам на бирже?

— Учиться! Без знаний делать на бирже нечего! Тренироваться на демо-счетах и не тратить реальные и заемные деньги. Я вот тренировался на своих живых деньгах, считал, что могу себе позволить.— Денис Громов, трейдер. «События», 2016.

## Суд
В 2017 году суд первой инстанции решил, что клиент должен банку более 9 млн руб., причём Денис Громов предъявил иск к Альфа-банку с жалобой на некорректно настроенную систему управления рисками брокера, а банк подал встречный иск. В Мещанском районном суде Денису Громову не помогли и доводы о том, что ЦБ в своём ответе на жалобу трейдера признал работу системы управления рисками брокера некорректной, также судьёй был проигнорирован аргумент, что Альфа-банк присвоил Громову статус клиента с допустимым высоким уровнем риска для операций, не обратив внимания на его небольшой опыт биржевой торговли. Трейдер утверждал, что он предварительно согласовал свои действия с брокером и получил его одобрение. Помимо взаимных обвинений в пользовании чужими денежными средствами, Громов обвинял брокера, по сути, в халатности и самоуправстве, а брокер Громова — в невозврате кредита.
В конце 2017 года адвокаты Громова обжаловали решение районного суда в вышестоящей инстанции, итогом которого стало заключение мирового соглашения между банком и трейдером.

## Резонанс
Этот случай произвёл сильное впечатление на финансистов, к примеру, директор департамента валютного рынка Московской биржи не смог припомнить подобных историй ранее, определив ситуацию уникальной, однако в целом эксперты скептически отнеслись к ноу-хау трейдера:

«USDRUB_TOM всегда дороже USDRUB_TOD на несколько копеек. Это происходит потому, что расчёты по первому инструменту происходят на день позже, чем по второму. Разница равна стоимости заёмных средств на один банковский день», — говорит портфельный управляющий АО «Финам» Александр Дорофеев.— «РБК» от 04 февраля 2016 года.
«Клиентом не учитывалось, что будет такой кассовый разрыв и за заёмные средства нужно будет рассчитываться через несколько дней» — добавил другой эксперт финансового рынка. Канал «Россия 24», подробно рассмотрев ситуацию с Громовым, отметил, что «слава его настигла моментально», к аналогичным выводам пришёл «1 канал», рассказав о незадачливом спекулянте, LifeNews и другие каналы делали телемосты с Денисом Юрьевичем. Некоторые издания, в шутку, обращались к начинающему экономисту за прогнозом курса валюты. «История фантастическая, смешная, грустная и поучительная одновременно» — резюмировала «Комсомольская правда», определяя Громова скандальным трейдером.
В результате ситуации с Денисом Громовым руководство ЦБ выдвинуло ряд предложений по регулированию маржинальной торговли, а Банк России обновил нормативную базу для сделок, совершаемых с заёмными средствами. Хотя по утверждению одного из руководителей «Фридом Финанс», эта «громкая история вызвала реакцию на рынке», с 2018 года СМИ, фактически, потеряли интерес к Громову.
В 2016 году Московская биржа провела учебный курс с разбором ошибки казанского трейдера.